# Thasopoúla
Thasopoúla, en grec moderne : Θασοπούλα, est un îlot inhabité au large de l'île de Thasos, en Macédoine-Orientale-et-Thrace, Grèce.